# Ischnopteris velledata
Ischnopteris velledata là một loài bướm đêm trong họ Geometridae.